# ملچ بزرگ
ملچ بزرگ، روستایی در دهستان سویسه بخش سویسه شهرستان کارون در استان خوزستان ایران است.

## جمعیت
بر پایه سرشماری عمومی نفوس و مسکن در سال ۱۳۹۵، جمعیت این روستا ۱۰۸ نفر (۲۷ خانوار) بوده است.